# Список поглинань Apple
Apple — компанія, що надає широкий спектр послуг у галузі комп'ютерних технологій. Apple придбала велику кількість компаній.

## Поглинання
Кожне зазначене нижче поглинання було повним, якщо не вказано інше. Як дати поглинання вказані дати укладення угоди між сторонами. Вартість придбання вказується в доларах США, оскільки компанія Apple зареєстрована в США. Де це можливо, вказані сервіси компанії, засновані на придбаних технологіях.
| Число | Дата поглинання   | Компанія                       | Область діяльності                                   | Країна          | Вартість (USD) | Джерела              | Використання                 |
| ----- | ----------------- | ------------------------------ | ---------------------------------------------------- | --------------- | -------------- | -------------------- | ---------------------------- |
| 1     | 2 березня 1988    | Network Innovations            | Програмне забезпечення                               | США             | —              | [ 1 ]                | —                            |
| 2     | 7 червня 1988     | Orion Network Systems          | Системи супутникового зв'язку                        | США             | —              | [ 2 ]                | —                            |
| 3     | 27 червня 1988    | Styleware                      | Комп'ютерне програмне забезпечення                   | США             | —              | [ 3 ]                | AppleWorks GS                |
| 4     | 11 липня 1988     | Nashoba Systems                | Комп'ютерне програмне забезпечення                   | США             | —              | [ 4 ]                | FileMaker                    |
| 5     | 3 січня 1989      | Coral Software                 | Комп'ютерне програмне забезпечення                   | США             | —              | [ 5 ]                | —                            |
| 6     | 7 лютого 1997     | NeXT                           | Послуги комп'ютерного програмування                  | США             | US$404 000 000 | [ 6 ]                | OS X, iOS                    |
| 7     | 2 вересня 1997    | Power Computing Corporation    | Clone computers                                      | США             | US$110 000 000 | [ 7 ] [ 8 ]          | —                            |
| 8     | 8 січня 1999      | Xemplar Education              | Програмне забезпечення                               | Велика Британія | US$4 926 000   | [ 9 ]                | —                            |
| 9     | 3 листопада 1999  | Raycer Graphics                | Графічні чипи                                        | США             | US$15 000 000  | [ 10 ]               | —                            |
| 10    | 7 січня 2000      | NetSelector                    | Програмне забезпечення                               | США             | —              | [ 11 ]               | —                            |
| 11    | 11 квітня 2000    | Astarte-DVD Authoring Software | Програмне забезпечення                               | Німеччина       | —              | [ 12 ]               | DVD Studio Pro               |
| 12    | 2000 (Q4)         | SoundJam MP                    | Програмне забезпечення                               | США             | —              | [ 13 ]               | iTunes                       |
| 13    | 2001              | Bluefish Labs                  | Програмне забезпечення                               | США             | —              | [ 14 ]               | iWork                        |
| 14    | 11 травня 2001    | bluebuzz                       | Провайдер Інтернет-сервісів                          | США             | —              | [ 15 ]               | —                            |
| 15    | 9 липня 2001      | Spruce Technologies            | Графічне програмне забезпечення                      | США             | US$14 900 000  | [ 16 ] [ 17 ]        | DVD Studio Pro               |
| 16    | 31 грудня 2001    | PowerSchool                    | Інформаційний онлайн сервіс                          | США             | US$66 100 000  | [ 17 ] [ 18 ]        | PowerSchool                  |
| 17    | 1 лютого 2002     | Nothing Real                   | Програмне забезпечення спеціальних ефектів           | США             | US$15 000 000  | [ 17 ] [ 19 ]        | Shake                        |
| 18    | 4 квітня 2002     | Zayante                        | FireWire чипи та програмне забезпечення              | США             | US$13 000 000  | [ 20 ] [ 21 ] [ 22 ] | FireWire                     |
| 19    | 11 червня 2002    | Silicon Grail Corp-Chalice     | Програмне забезпечення                               | США             | US$20 000 000  | [ 21 ] [ 23 ]        | Final Cut Pro                |
| 20    | 20 червня 2002    | Propel Software                | Програмне забезпечення                               | США             | -              | [ 24 ]               | —                            |
| 21    | 21 червня 2002    | Prismo Graphics                | Програмне забезпечення спеціальних ефектів для відео | США             | US$20 000 000  | [ 21 ] [ 25 ]        | LiveType (Final Cut Studio)  |
| 22    | 1 липня 2002      | Emagic                         | Музичне програмне забезпечення                       | Німеччина       | US$30 000 000  | [ 17 ] [ 26 ]        | Logic Pro, GarageBand        |
| 23    | березня 2005      | Schemasoft                     | Програмне забезпечення                               | Канада          | —              | [ 27 ]               | iWork                        |
| 24    | квітня 2005       | FingerWorks                    | Програмне забезпечення                               | США             | —              | [ 28 ] [ 29 ]        | iOS                          |
| 25    | 16 жовтня 2006    | Silicon Color                  | Програмне забезпечення                               | США             | —              | [ 30 ]               | Color (Final Cut Studio)     |
| 26    | 4 грудня 2006     | Proximity                      | Програмне забезпечення                               | Австралія       | —              | [ 31 ]               | Final Cut Server             |
| 27    | 24 квітня 2008    | P.A. Semi                      | Semiconductors                                       | США             | US$278 000 000 | [ 32 ]               | Apple SOC                    |
| 28    | 7 липня 2009      | Placebase                      | Карти                                                | США             | —              | [ 33 ]               | Maps                         |
| 29    | 6 грудня 2009     | Lala.com                       | Потокове мультимедіа                                 | США             | US$17 000 000  | [ 34 ]               | iCloud, iTunes Match         |
| 30    | 5 січня 2010      | Quattro Wireless               | Мобільна реклама                                     | США             | US$275 000 000 | [ 35 ]               | iAd                          |
| 31    | 27 квітня 2010    | Intrinsity                     | Semiconductors                                       | США             | US$121 000 000 | [ 36 ]               | Apple SOC                    |
| 32    | 27 квітня 2010    | Siri                           | Програмне забезпечення голосового контролю           | США             | —              | [ 37 ]               | Siri                         |
| 33    | 14 липня 2010     | Poly9                          | Вебмапи                                              | Канада          | —              | [ 38 ]               | Maps                         |
| 34    | 20 вересня 2010   | Polar Rose                     | Розпізнання обличь                                   | Швеція          | US$29 000 000  | [ 39 ]               | iOS                          |
| 35    | 14 вересня 2010   | IMSense                        | Фотографія                                           | Велика Британія | —              | [ 40 ]               | iOS                          |
| 36    | 1 серпня 2011     | C3 Technologies                | 3D мапи                                              | Швеція          | US$267 000 000 | [ 41 ]               | Maps                         |
| 37    | 20 грудня 2011    | Anobit                         | Flash-пам'ять                                        | Ізраїль         | US$390 000 000 | [ 42 ]               | iPod, iPhone, iPad           |
| 38    | 23 лютого 2012    | Chomp                          | Пошук програмне забезпечення                         | США             | US$50 000 000  | [ 43 ]               | App Store                    |
| 39    | 2 червня 2012     | Redmatica                      | Аудіо                                                | Італія          | —              | [ 44 ]               | Logic Pro                    |
| 40    | 27 липня 2012     | AuthenTec                      | Безпека                                              | США             | US$356 000 000 | [ 45 ]               | Touch ID                     |
| 41    | 27 вересня 2012   | Particle                       | HTML5                                                | США             | —              | [ 46 ]               | iCloud, iAd                  |
| 42    | 2013              | Novauris Technologies          | Розпізнання голосу                                   | Велика Британія | —              | [ 47 ] [ 48 ]        | Siri                         |
| 43    | 23 березня 2013   | WiFiSlam                       | Геолококація                                         | США             | US$20 000 000  | [ 49 ]               | Maps                         |
| 44    | 19 липня 2013     | Locationary                    | Мапи                                                 | Канада          | —              | [ 50 ]               | Maps                         |
| 45    | 19 липня 2013     | HopStop.com                    | Мапи                                                 | США             | —              | [ 51 ]               | Maps                         |
| 46    | 1 серпня 2013     | Passif Semiconductor           | Semiconductors                                       | США             | —              | [ 52 ]               | —                            |
| 47    | 13 серпня 2013    | Matcha                         | Медіа                                                | США             | —              | [ 53 ]               | —                            |
| 48    | 22 серпня 2013    | Embark                         | Мапи                                                 | США             | —              | [ 54 ]               | Maps                         |
| 49    | 28 серпня 2013    | AlgoTrim                       | Data Compression                                     | Швеція          | —              | [ 55 ]               | —                            |
| 50    | 3 жовтня 2013     | Cue                            | Персональний помічник                                | США             | US$50 000 000  | [ 56 ]               | —                            |
| 51    | 24 листопада 2013 | PrimeSense                     | Semiconductors                                       | Ізраїль         | US$345 000 000 | [ 57 ]               | —                            |
| 52    | 2 грудня 2013     | Topsy                          | Аналітика                                            | США             | US$200 000 000 | [ 58 ]               | —                            |
| 53    | 23 грудня 2013    | BroadMap                       | Мапи                                                 | США             | —              | [ 59 ]               | Maps                         |
| 54    | 23 грудня 2013    | Catch.com                      | Програмне забезпечення                               | США             | —              | [ 59 ]               | —                            |
| 55    | 4 січня 2014      | SnappyLabs                     | Програмне забезпечення для фото                      | США             | —              | [ 60 ]               | Camera                       |
| 56    | 21 лютого 2014    | Burstly                        | Програмне забезпечення                               | США             | —              | [ 61 ]               | App Testing and Distribution |
| 57    | 2 травня 2014     | LuxVue Technology              | microLED дисплеї                                     | США             | —              | [ 62 ]               | —                            |
| 58    | 15 березня 2024   | DarwinAI                       | Технології генеративного ШІ                          | Канада          | —              | [ 63 ]               | iOS                          |